# Sváb Gizella
Sváb Gizella (989 vagy 990 – Goslar, 1043. február 14.) II. Hermann sváb herceg és Burgundiai (Száli) Gerberga királyi hercegnő elsőszülött leányaként. A szülők mindketten Nagy Károly császár, frank és lombard király leszármazottai voltak, s 988-ban házasodtak össze.

## Származása
Apai nagyapja, I. Konrád sváb herceg, anyai nagyszülei I. Konrád burgundiai király és Karoling Matilda (IV. Lajos nyugati frank király első leánya) voltak.
Testvérei:
- Hermann (? – 1012. április 1.), 1003. május 4-től, III. Hermann néven sváb herceg, aki nem nősült meg, és gyermeke sem született, így címét sógora (nővére, Sváb Gizella második férje), I. (Babenberg) Ernő sváb herceg örökölte meg
- Matilda (995 körül – 1031), aki II. Frigyes felső-lotaringiai herceg hitvese lett, s akinek három gyermeket (Zsófia, Frigyes és Beatrix) szült

## Házasságai

### Első házassága
Első férje a nála körülbelül 14-15 évvel idősebb, I. Brúnó brunszviki gróf lett, 1002-ben. Frigyükből négy gyermek jött világra.
- Liudolf (1003 körül – 1038. április 23.), Frízia őrgrófja, Brunszvik, Derlingau és Gudingau grófja, aki Egisheimi Gertrúdot vette nőül, s négy gyermekük született, Brúnó, Egbert, Matilda és Ida.
- egy ismeretlen nevű fiúgyermek
- egy ismeretlen nevű leánygyermek
- egy ismeretlen nevű leánygyermek

Brúnó gróf 1010 körül hunyt el.

### Második házassága
Gizella ismét férjhez ment, ezúttal I. Ernő sváb herceghez, akinek két örököst szült.
- Ernő (? – 1030. augusztus 17.), a későbbi II. Ernő sváb herceg, aki nem nősült meg, s utódai sem születtek
- Hermann (1015 körül – 1038. július 28.), a későbbi IV. Hermann sváb herceg, aki bátyja, II. Ernő gyermektelensége miatt kapta ezt a rangot, annak halála után. Hermann feleségül vette Susai Adelheidet, Torinó márkinőjét, aki három örökössel (Gebhard, Adalbert és Adelheid) ajándékozta meg férjét.

1015. március 31-én vagy május 31-én Ernő herceg meghalt egy vadászbalesetben, ezért Gizella lett kisfiuk, II. Ernő gyámjaként a régens, ám politikai ellenlábasai hamarosan ürügyet találtak arra, hogy eltávolítsák őt erről a tisztségről.

### Harmadik házassága
A már kétszeresen is megözvegyült Gizella harmadszor is oltár elé állt, 1016-ban. Új hitvese a körülbelül 26 éves, későbbi II. Konrád német-római császár császár, itáliai és német király lett, akit három gyermekkel ajándékozott meg házasságuk hozzávetőleg 23 éve során. 1024-től Konrád német uralkodó lett. Még abban az évben német királlyá koronázták Mainz-ban. Három év múlva Aribo, Mainz érseke visszautasította, hogy Gizellát császárnévá koronázza, ugyanis a főpap már eleve kifogásolta házasságkötésüket is, arra hivatkozva, hogy az asszony és Konrád túl közeli rokonságban állnak egymással. Konrádot végül 1027. március 26-án Rómában császárrá koronázták. 
13 nappal Konrád megkoronázása után Pilgrim, Köln érseke már hajlandó volt Gizella fejére is ráhelyezni a császárnéi koronát. Az újdonsült császárné a korabeli források szerint igen aktív politikai szereplő volt, a birodalom bel- és külügyei tekintetében is. Részt vett a kormányzati üléseken, s miután II. Konrád meghalt, özvegye, és fiuk, Henrik szervezte meg és vezényelte le a néhai császár méltó, nagyszabású temetési menetét, sőt, az anyacsászárné még több egyházi zsinaton is részt vett.
Konrád és Gizella gyermekei: 
- Henrik (1017. október 29 – 1056. október 5.), a későbbi III. Henrik német-római császár, aki kétszer is megnősült. Első hitvese 1036-ban Dániai Gunhilda angol, norvég és dán királyi hercegnő lett, aki egy leányt szült neki, Beatrixot. 1038-ban Henrik megözvegyült, s 1043 novemberében ismét megházasodott. Ezúttal Poitou-i Ágnes hercegnő lett a felesége, akitől még hat gyermeke született, Adelheid, Gizella, Matilda, Henrik, Konrád és Judit.
- Matilda (1027 körül – 1034 januárja), ő fél évig I. (Capet) Henrik francia király jegyese volt, de a kislány meghalt még az esküvőjük előtt
- Beatrix (1030 körül – 1036. szeptember 26.)

Gizella nagy figyelmet és szeretetet fordított testvére, Matilda két leányára, Zsófiára és Beatrixra is, akik akkor költöztek oda anyai nagynénjükhöz, amikor édesapjuk, Frigyes meghalt 1026-ban. A két leány később igen fontos politikai tisztségeket tölthetett be, ugyanis az idősebbik nővér, Zsófia lett gyermektelen bátyja, III. Frigyes felső-lotaringiai herceg halála után, 1033-tól Bar grófnője, mint elhunyt fivére örököse. Zsófia húga, Beatrix III. (Canossa) Bonifác toszkán őrgrófhoz ment hozzá, kinek halála után az asszony lett kisfiuk, Frigyes nevében a tartomány régense, 1052-től 1055-ig.

## Halála
1043. február 14-én, körülbelül 54 évesen halt meg, az alsó-szászországi Goslarban, vérhas következtében, a német királyi palotában. A németországi Speyer városában, a Birodalmi Székesegyház barlangjában helyezték őt végső nyugalomra, számos, őt megelőző császár és császárné, s azok közvetlen családtagjai mellé. Sírját 1900-ban nyitották fel, ahol a szakemberek meg is találták az asszony hosszú, szőke hajú, mumifikálódott holttestét, amely a kor hölgyének magasságához képest meglepő módon 172 centiméter volt.